# 中国电信下一代承载网
中国电信下一代承载网（英語：ChinaNet Next Carrying Network，俗称：CN2）是中国电信所运营的另一个互联网骨干网，自治系统编号为4809。相对于建设时间较早的中国公用计算机互联网（ChinaNet），使用了扁平化设计，和使用多协议标签交换（MPLS）承载多业务数据。主要用于企业专线接入、大客户国际访问保障、中国电信内部的交换控制等。由于其建设目标、建设时间（2004年建立）和所用技术较ChinaNet新颖，能提供更好的互联网访问质量，但也因此一般不直接对公众提供互联网的接入服务（部分部署有CN2接入点的城市曾经以“精品网”的方式出售公众个人接入服务），内部路由信息也不被广播至国际互联网中。ChinaNet可以作为其路由备份，但反之则不能。
2015年8月，开始新一轮扩容工程，包括华为等电信设备生产商获得建设招标。